# 長尾町 (神戸市北区)
長尾町（ながおちょう）は、兵庫県神戸市北区の北にある地名。旧長尾村が神戸市に編入合併して以降、長尾町上津・長尾町宅原の冠称に使われている。

## 地理

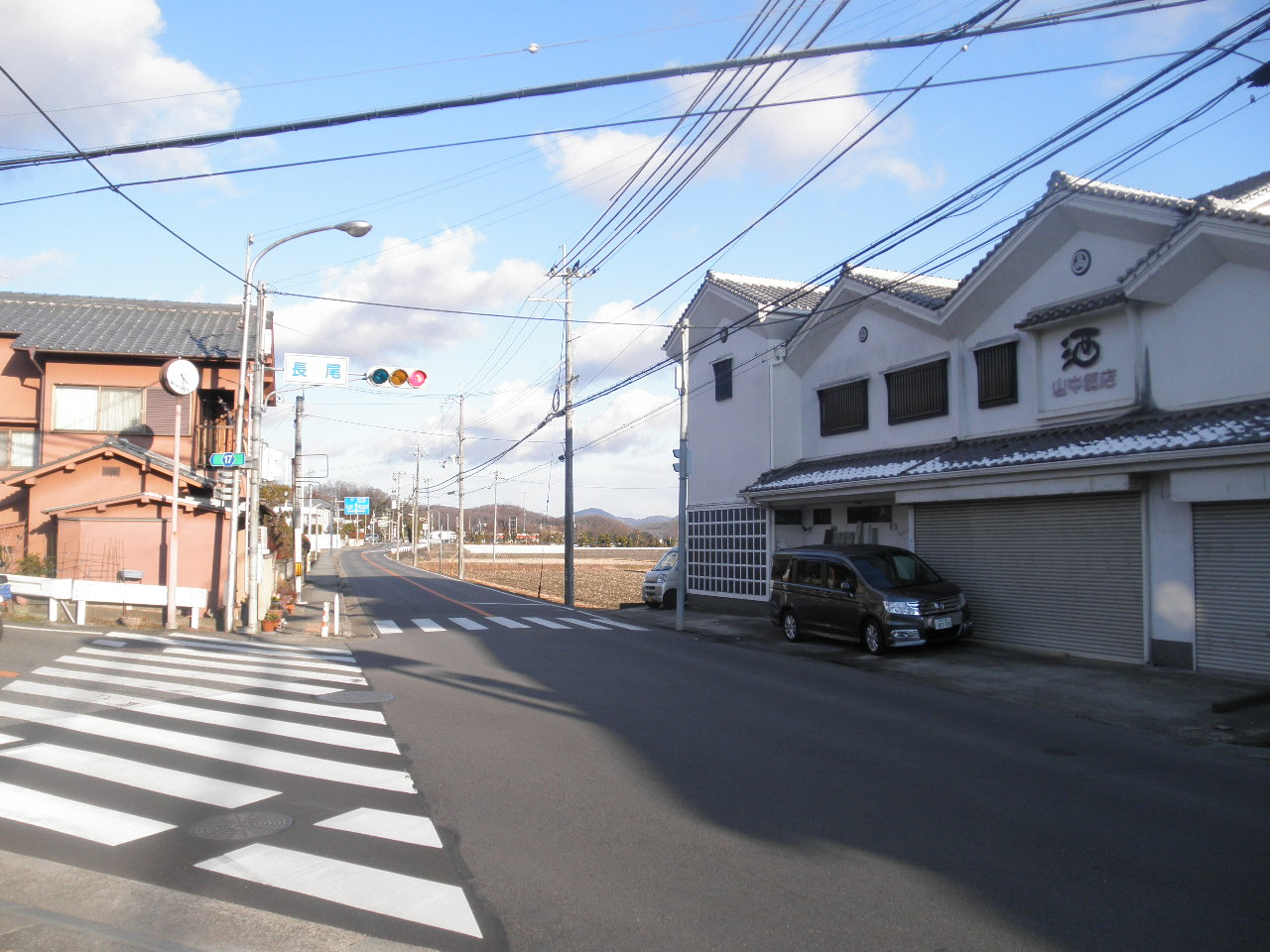
長尾町の街並み
長尾町宅原で撮影

主に田園地帯と住宅地が広がる地域。丘陵部に開発されたニュータウンである鹿の子台、赤松台、上津台がある。

### 河川
- 長尾川
- 岩谷川

## 歴史
この地域には弥生時代から人々が住んでいたと考えられている。また域内の宅原遺跡からは七世紀前半頃の木彫面の他、多くの住居址、条里制の遺構などが発見されており、飛鳥時代から奈良時代にかけて有馬郡の中心的役割を担っていた地であるとされる。
かつては旧道場村の一部であった。明治35年、土地の状況の違いや治水工事の費用負担の問題から宅原、上津谷（現在の長尾町上津）の両地域が独立し長尾村となった。神戸市に編入されたのは昭和30年。

### 地名の由来
細長い尾のような形の地形の事を指す「長尾」から名付けたとした説が有力だが、村内にあった「長尾神社」から名付けられたという説もある。
隣の道場町と共に神戸市北区だが、ほとんどの人が「三田」と呼ぶ事が多い。

### 年表
- 1902年（明治35年）5月1日 - 上津谷村と宅原村が道場村より分離独立。長尾村となる。
- 1955年（昭和30年）10月 - 神戸市兵庫区に編入合併され、神戸市兵庫区長尾町となる。
- 1973年（昭和48年）8月 - 兵庫区が分区され、北区が新設。北区長尾町となる。
- 1985年（昭和60年）3月 - 神戸市及び三田市組合立八景中学校が解散する。
- 1985年（昭和60年）4月 - 神戸市立北神戸中学校が開校する。
- 1991年（平成3年）- 鹿の子台が、まちびらきされる。
- 1998年（平成10年）- 上津台が、まちびらきされる。

## 地域

### 教育

#### 中学校
- 神戸市立北神戸中学校

#### 小学校
- 神戸市立長尾小学校
- 神戸市立鹿の子台小学校

## 交通

### 道路

#### 一般国道
- 国道176号

#### 県道
- 兵庫県道17号西脇三田線
- 兵庫県道73号山田三田線

## 施設・名所・旧跡
- イオンモール神戸北
- 神戸三田プレミアム・アウトレット
- 神戸リサーチパーク
- 宅原一之宮神社
- 熊野神社
- 大歳神社
- 長尾神社
- 八王子之宮神社
- 多聞寺
- 宅原寺
- 茶臼山城
- 宅原城